# 高橋郁哉
高橋 郁哉（髙橋 郁哉,たかはし ふみや、1993年12月3日 - ）是出身於日本千葉縣的童星。屬於セントラル子供劇団的一員。
血型是A型。身高150公分。特技是網球,足球,HandSpring。弟弟是在同一個事務所的高橋斗亞。2004年度開始在天才兒童MAX擔任TV戰士演出中。以前對自己的身高覺得有點矮,但是在2005年到2006年這段時間中長高了14公分。另外原本接近高音的聲音,也變聲成為有男子氣概的低音。

## 天才兒童MAX
- 他經常在節目內朗讀詩句。2004年度的連續劇中,設定他一邊朗讀詩句一邊登場,當時的字幕標牌寫的是「U.W.F.特殊部隊黑團子3兄弟的闇之吟遊詩人」。
- 在2005年9月6日播出的『任性沒關係!任意議會特別版』中,篠原愛實與藤田Ryan洩漏說他其實有些膽小,但他本人則強烈否定。另外在2005年12月8日的星期四現場直播中,在回答觀眾來信中「TV戰士中誰最膽小？」這個疑問時,de・Lencquesaing望說「最膽小的是郁哉。他雖然外表看起來這樣,其實是很膽小。」附帶一提,由於他當天不在現場,所以現場並沒有人對此加以否定。
- 在『紙飛機達陣賽』中作為紙飛機達陣賽的選手而為人所周知,目前的成績是35場比賽中22勝13敗(包括在K-2比賽中2勝1敗的成績)。在2006年的紙飛機達陣賽年度錦標賽中以K-2代表隊的身分在連續3場比賽中都得到了完封勝利,成為了一直期望的年度王者。
- 在2006年度的『這裡是「週刊優克迪爾」編輯部』中,表示自己是當地稍有名氣的躲避球球員,並展現了接躲避球的技巧,讓眾人們大開眼界。

## 演出

### 電視
- 「天才兒童MAX」（NHK教育）
- 「宇宙船蘇菲亞號的冒險」（NHK教育）
- 「ウルトラショップ」（日本電視台）
- 「鳴呼！バラ色の珍生!!」（日本電視台）
- 「九死に一生SP～坊やがガケに！～」（日本電視台）
- 「伊東家の食卓」（日本電視台）
- 「サラリーマン金太郎」（TBS）
- 「花王愛の劇場新・天までとどけ」（TBS）
- 「リング」（富士電視台）
- 「目撃！ドキュン」（朝日電視台）
- 「のりもの大国」（東京電視台）
- 「ミリオンラビット」（DGTV）

### 廣告
- 「お返事ピカチュウ」（麥當勞）
- 「仮面ライダー龍騎変身スーツ」（萬代）
- 「仮面ライダーアギト変身スーツ」（萬代）
- 「ピカ夏家族旅行キャンペーン」（全日空）
- 「セキスイハイム」
- 「ハローセット」（ロッテリア）
- 「ハートフォードNK「夏休み」編」（日興コーディアル証券）
- 「生茶」（キリンビバレッジ）
- 「ハウス完熟トマトのハヤシライスソース」（ハウス食品）

### Vシネマ
- 「借金－シャッキング－」

### VP
- 「ぽけっと」（ベネッセ）
- 「住友科学」

### スチール
- 「ワンダーランド」（世界文化社）
- 「G-BOOK」（豐田）
- 「七五三用」（柯達）
- 「ゴミ問題」（埼玉縣川口市廣告）

### 教科書
- 「小学2年生算数」（大日本圖書）
- 「小学3年生理科」（大日本圖書）

### 展覽會
- 「新車発表会」（馬自達）

## 外部連結
- 官方個人簡介
- セントラル子供劇団